# Johannes Baptist Geisler
Johannes Baptist Geisler (Mayrhofen, 23 aprile 1882 – Bressanone, 5 settembre 1952) è stato un arcivescovo cattolico austriaco naturalizzato italiano.

## Biografia
Venne ordinato sacerdote il 13 marzo 1910. Il 2 aprile 1930 venne nominato principe vescovo di Bressanone e fu consacrato il 25 maggio seguente dal cardinale Basilio Pompilj. Fu l'ultimo principe vescovo della diocesi, poiché il titolo cadde in disuso dopo il decreto Attentis dispositionibus della Sacra Congregazione Concistoriale del 12 maggio 1951.
Dimessosi dall'ufficio, il 23 aprile 1952 fu nominato arcivescovo titolare di Odesso dallo stesso papa Pacelli. Spirato il 5 settembre dello stesso anno, fu sepolto nella cattedrale di Bressanone.
Geisler resse la diocesi brissinese in un periodo particolarmente drammatico per la storia dell'Alto Adige. Nelle Opzioni in Alto Adige egli optò per la Germania in conformità con la maggioranza della popolazione altoatesina. La maggioranza del clero diocesano invece optò per l'Italia.
È stato coinvolto nelle vicende che hanno portato pericolosi criminali nazisti a ricevere nuove identità e passaporti per poter fuggire verso i Paesi del Sud America unitamente al suo vicario  Alois Pompanin. I criminali nazisti - tra cui Priebke e Eichmann - trovarono rifugio in Alto Adige e - a fronte di un secondo battesimo - ricevevano nuovi passaporti e documenti di identità con i quali potevano imbarcarsi dai porti italiani per fuggire.

## Genealogia episcopale
La genealogia episcopale è:
- Cardinale Scipione Rebiba
- Cardinale Giulio Antonio Santori
- Cardinale Girolamo Bernerio, O.P.
- Arcivescovo Galeazzo Sanvitale
- Cardinale Ludovico Ludovisi
- Cardinale Luigi Caetani
- Cardinale Ulderico Carpegna
- Cardinale Paluzzo Paluzzi Altieri degli Albertoni
- Papa Benedetto XIII
- Papa Benedetto XIV
- Cardinale Enrico Enriquez
- Arcivescovo Manuel Quintano Bonifaz
- Cardinale Buenaventura Córdoba Espinosa de la Cerda
- Cardinale Giuseppe Maria Doria Pamphilj
- Papa Pio VIII
- Papa Pio IX
- Cardinale Alessandro Franchi
- Cardinale Giovanni Simeoni
- Cardinale Antonio Agliardi
- Cardinale Basilio Pompilj
- Arcivescovo Johannes Baptist Geisler